# I Love You (canción de 2NE1)
«I Love You» (en hangul, 아이 러브 유; Ai Leobeu Yoo) es un sencillo del grupo surcoreano 2NE1 lanzado digitalmente el 5 de julio de 2012 por YG Entertainment. Escrita y producida por Teddy Park con adicional ayuda de Lydia Paek en las letras.

## Antecedentes y promoción
De acuerdo a YG «I Love You» fue una canción elemental en la carrera de las chicas, citando «Desde su debut, siempre han hecho hip-hop, electrónica, reggae y R & B. Ha llegado el momento de que se desafien a sí mismas y probar algo nuevo.»
La canción tuvo su primera presentación en Inkigayo de SBS el 8 de julio de 2012. Se suponía que el grupo presentaría la canción en M! Countdown, pero debido al fallecimiento de la abuela de Minzy la presentación tuvo que ser pospuesta para la siguiente semana.
El grupo también presentó la canción en Estados Unidos durante su gira "New Evolution Global Tour" y durante su presentación SBS Super Concert.

## Desempeño comercial
En Asia la canción logró un All-Kill perfecto en Corea del Sur para así debutar en el segundo puesto en Gaon y la siguiente semana subir hasta la primera posición. La canción logró vender 950,000 copias digitales en tan solo 11 días, convirtiendo a 2NE1 en el cuarto grupo femenino que más rápido lo hizo en 2012, junto con Miss A, T-ara y Wonder Girls. Para su tercera semana la canción ya había sido descargada 1,360,000 de veces, debido a todo este éxito la canción se convirtió en la canción más descargada del mes de julio en  Gaon. A día de hoy «I Love You» ha vendido más de 3 000 000 de copias tan solo en Corea del Sur y Japón.
En el Reino Unido la canción fue puesta varias veces en la BBC Radio 1, convirtiéndose así en la primera canción de un artista coreano en lograrlo.

### Galardones
| Publicación | Rango | Lista                       |
| ----------- | ----- | --------------------------- |
| Billboard   | 4     | 20 Best K-Pop Songs of 2012 |

## Lista de canciones
- CD

| "I Love You (Japanese version)" |                                   |                                           |               |          |  |
| N.º                             | Título                            | Escritor(es)                              | Productor(es) | Duración |  |
| 1.                              | «"I Love You"» (Versión japonesa) | Teddy, Keisuke, Sunny Boy, Izumi Soratani | Teddy         | 3:57     |  |
| 2.                              | «"I Love You"» (Instrumental)     |                                           | Teddy         | 3:57     |  |
| 7:54                            |                                   |                                           |               |          |  |

- CD limitado

| I Love You (Japanese version) — Edición limitada |                                                                                   |          |  |
| N.º                                              | Título                                                                            | Duración |  |
| 1.                                               | «I Love You» (Versión japonesa / Video musical)                                   |          |  |
| 2.                                               | «I Love You» (Versión japonesa / Detrás de cámaras)                               |          |  |
| 3.                                               | «THE VACATION in PHILIPPINES» (Vídeo grabado durante su estadía en las Filipinas) |          |  |

## Posicionamiento en listas
| Lista (2012)                               | Mejor posición | Mejor posición |
| ------------------------------------------ | -------------- | -------------- |
| Corea del Sur (Gaon Digital Chart)         | 1              |                |
| Corea del Sur (Gaon Karaoke Singles Chart) | 2              |                |
| Corea del Sur (K-Pop Hot 100 chart)        | 1              |                |
| Estados Unidos (World Digital Songs)       | 3              |                |
| Japón (Japan Hot 100)                      | 29             |                |
| Japón (Oricon Daily Chart)                 | 3              |                |
| Japón (Oricon Weekly Chart)                | 5              |                |
| Japón (Oricon Monthly Chart)               | 30             |                |

## Ventas y certificaciones
| País                 | Ventas    | Ventas  |
| País                 | Ver. KR   | Ver. JP |
| -------------------- | --------- | ------- |
| Corea del Sur (Gaon) | 2 777 520 | —       |
| Japón (Oricon)       | —         | 235 692 |

## Historial de lanzamientos
| País  | Fecha                    | Formato          | Versión          | Distribuidor     | Ref.   |
| ----- | ------------------------ | ---------------- | ---------------- | ---------------- | ------ |
|       | 5 de julio de 2012       | Descarga digital | Versión Coreana  | YG Entertainment | [ 10 ] |
| Japón | 29 de agosto de 2012     | Descarga digital | Versión Japonesa | Avex Group       | [ 11 ] |
| Japón | 19 de septiembre de 2012 | Disco compacto   | Versión Japonesa | Avex Group       | [ 12 ] |